# 湯浅瑠璃
湯浅 瑠璃（ゆあさ るり、寛文10年（1670年） - 寛保元年9月28日（1741年））は、備前岡山藩士湯浅子傑の妻、湯浅常山の母、滝陳良の娘。 

## 業績
- 大目付として江戸に赴任した夫、子傑の留守をまもって常山を育てた。

## 参考資料
- 「日本人名大辞典」講談社
- 「学習漫画岡山の歴史」山陽新聞社